# Redut
Redut (Russisch: Редут) ook bekend als Redoubt, Redut-Antiterror of Center R, voorheen bekend als "Shield", is een Russische paramilitaire organisatie onder bevel van Anatoly Karaziy. 
Het uit huurlingen bestaande bedrijf maakt deel uit van de Russische zogenaamde  "antiterreurorganisaties" die bestaan uit gelijksoortige huurlingenorganisaties die commerciële activiteiten van Russische bedrijven beschermen. Redut wordt sinds 2023 door Rusland ingezet bij de invasie van Oekraïne. Leden van Redut zijn veroordeeld wegens oorlogsmisdaden tijdens deze invasie. 

## Geschiedenis

### Oorsprong
Redut werd opgericht in 2008 door een fusie van verschillende kleine veteranengroeperingen van de Russische Buitenlandse Inlichtingendienst, de Russische luchtmacht en eenheden van het Russische Ministerie van Defensie, die gevechtservaring hadden opgedaan in militaire en vredeshandhavingsmissies. Tot 2022 bood Redut voornamelijk de bescherming aan Russische konvooien en bedrijfsvastgoed, waaronder olieproductiefaciliteiten, militaire installaties en Russische diplomaten in veel landen over de hele wereld, bijvoorbeeld de Stroytransgaz-faciliteiten in Syrië tijdens de Syrische burgeroorlog. Het verstrekte ook militaire training en adviseurs voor bijvoorbeeld pro-Russische Abchazische strijdkrachten tijdens de Russisch-Georgische oorlog.

### Russische invasie van Oekraïne
Voor 2022 en de Russische invasie van Oekraïne was het de bedoeling dat Redut een belangrijke concurrent zou worden voor het Russische Ministerie van Defensie in de huurlingenwereld die in conflict was met de Wagnergroep. Mede-oprichter van Redut, Vladimir Alexejev, zei dat het Redut was die een beslissende rol zou spelen in de eerste dagen van de invasie in Oekraïne. Volgens een van de bronnen omvatte het een groep die de Oekraïense president Zelensky zou doden op de dag van de invasie in het Kiev-offensief. Alexejev zelf hield zich niet alleen bezig met het militaire deel, maar ook met het politieke: hij moest de machtsoverdracht in nieuwe handen organiseren en onderhandelde hierover met Oekraïense politici, bijvoorbeeld met Azarov. Veel van de plannen van de Russische militaire inlichtingendienst (GROe) bleken vooraf bekend te zijn bij de westerse en Oekraïense geheime diensten. In het offensief in Kiev leed Redut zware verliezen, waardoor de groep praktisch werd geëlimineerd en Prigozjins Wagnergroep het toneel domineerde. Na deze gebeurtenis werden de overgebleven Redut-hurlingen uitgenodigd op hun basis in Kubinka. Zij kregen contracten aangeboden door het Russische Ministerie van Defensie om officieel te dienen in de Russische strijdkrachten. Zoals een van de voormalige commandanten van Redut beweert, werd Redut volledig gecontroleerd en effectief herbouwd door het Russische Ministerie van Defensie.

### Val van de Wagnergroep
Ondanks de zware verliezen, groeide Redut sterk tot ongeveer 7.000 militairen in 2023.  Na de mislukte opstand van de Wagnergroep in juni 2023 probeerde het Russische ministerie van Defensie de Wagnergroep te ontbinden. Redut speelde samen met Convoy een sleutelrol door rechtstreeks te profiteren van deze actie. Deskundigen oordeelden dat Redut waarschijnlijk over de capaciteiten en de intentie beschikte om de operaties van rivaal Wagnergroep in Syrië en andere landen over te nemen na de dood van de leiders van de Wagnergroep. In juli 2023 werd Wagner-huurlingen in Syrië en Oekraïne aangeboden om naar concurrent Redut te over te gaan Kort voor de dood van Wagner-oprichters Prigozjin en Oetkin begon Redut met de voorbereidingen om Afrika binnen te komen. iStories vond berichten op sociale netwerken waarin mensen werden opgeroepen om zich bij Redut aan te sluiten met de volgende boodschap: "Wagner is verleden tijd. Als je echt geïnteresseerd bent in echt werk in Afrika, dan is het Ministerie van Defensie en Redut jouw keuze!".
Volgens Mark Galeotti, een Brits historicus en directeur van Mayak Intelligence, is Redut uitgegroeid tot de belangrijkste Russische paramilitaire huurlingenorganisatie en is deze veel actiever in Afrika en Syrië. Op 18 oktober 2023 stelde een Britse veiligheidsdienst in een rapport dat president Poetin erop rekende dat Redut voldoende nieuwe rekruten zou kunnen werven zodat een tweede mobilisatie van Russische burgers voorkomen zou kunnen worden.

## Organisatie

### Werving
Volgens een onderzoek van de Russischtalige versie van Radio Free Europe, werden advertenties voor Redut behoorlijk actief geplaatst op Russische sociale media. Officiële vereisten voor aanmelding zijn: minimaal 25 tot 45 jaar oud, ervaring met militaire en wetshandhavingsinstanties, geen lopende rechtshandhavingsvervolging (veroordelingen anders dan voor pedofilie, drugshandel of verkrachting, worden geaccepteerd) en medische verklaringen van afwezigheid van tuberculose, hepatitis en HIV. Een huurling van Redut verklaarde dat de eisen in werkelijkheid veel lager zijn. Er lekte uit dat vertegenwoordigers van Redut net als de Wagnergroep ook veroordeelden rekruteren in streng beveiligde gevangenissen.

### Eenheden
Don BrigadeEr wordt aangenomen dat Redut een eenheid heeft genaamd "Don Brigade", een vrijwilligersdetachement met veel etnische Kozakkenstrijders dat verbonden zou zijn met het Russische Ministerie van Defensie. Huurlingen zouden worden geworven en betaald door Redut, dat zou optreden als een financiële instelling.
Potok-bataljonBegin 2023 kreeg Gazprom neft, een dochteronderneming van Gazprom, toestemming van de Russische premier Michail Misjoestin om een huurlingenorganisatie op te richten. Volgens onderzoek van BBC News begon de organisatie in de stad Omsk onder de naam "Gazprom Neft Security" onder leiding van voormalige hooggeplaatste leden van de Russische Federale Veiligheidsdienst en het Ministerie van Binnenlandse Zaken. Later in april 2023 werden leden van de formatie "Potok" door het Russische Ministerie van Defensie gedwongen om contracten te ondertekenen met Redut om te vechten onder het bevel van Redut.
VeteranenbataljonHet "Veteranenbataljon" maakt deel uit van Redut waarbij Redut de rekrutering uitvoert en optreedt als een financiële instelling. Volgens Gray Dynamics beschikt het bataljon naar schatting over 2.000 huurlingen en worden ze vooral ingezet voor verkenning en aanval. Contracten zouden kunnen worden ondertekend voor een dienstverband van 6 of 12 maanden, met loonschattingen van ongeveer £ 2.150 per maand, oplopend afhankelijk van ervaring, prestaties en rang. Er wordt reclame voor gemaakt op sociale media. Ze zijn goed uitgerust met wapens van hoge kwaliteit, zoals drones, pantservoertuigen, infanteriegevechtsvoertuigen, logistieke voertuigen, automatische granaatwerpers, mortieren en artilleriesystemen. Bovendien wordt aangenomen dat ze een goede training en aanzienlijke gevechtservaring hebben in vergelijking met andere Russische eenheden en dat ze effectief samenwerken met andere eenheden. De "Veterans" staan bekend om hun kenmerkende patch met de afbeelding van de Russische president Poetin. Volgens rapporten opereerde het 2e bataljon van de 60e "Veterans" Separate Air Assault Brigade in april 2023 op een van de Bachmoet-flanken.
AndereBronnen binnen Redut zeggen dat er andere formaties zijn, genaamd "Ilimovtsy", "Hooligans", "Marines", "Axes" en verkennings- en sabotagedetachement "Wolves". De "Noord"-formatie leed zware verliezen bij eigen vuur in het Kievoffensief als gevolg van slechte communicatie.

### Financiering
Redut heeft een contract met het Russische Ministerie van Defensie en ontvangt via dit ministerie financiering. Andere belangrijke geldschieters van het bedrijf zouden Oleg Deripaska en Gennady Timchenko zijn, volgens informatie van de website Gulagu.net, opgericht door de Russische dissident Vladimir Osechkin, die een plaatsvervangend commandant van Redut citeert en die onder schuilnamen getuigt.

## Oorlogsmisdaden
Minstens twee Redut-strijders zijn veroordeeld wegens oorlogsmisdaden. Op 23 december 2022 werden Ruslan Kolesnikov en Michail veroordeeld voor het ontvoeren en martelen van drie ATO-veteranen uit de stedelijke nederzetting Borova in de oblast Charkov en ze werden veroordeeld tot 11 jaar gevangenisstraf. 

## Sancties
Op 24 februari 2021 werd Redut door de Verenigde Staten aangemerkt als een Russische huurlingenorganisatie die gecontroleerd wordt door, en verbonden is met de GROe. Volgens de executive order 14024 van de president van de Verenigde Staten is elke overdracht, betaling, export of intrekking van Reduts bezittingen en eigendommen in de Verenigde Staten geblokkeerd. In Oekraïne heeft het parlement op 9 februari 2023 in resolutie 3735 Redut en andere paramilitaire organisaties aangemerkt als terroristische organisaties.